# Eurocopter Tiger

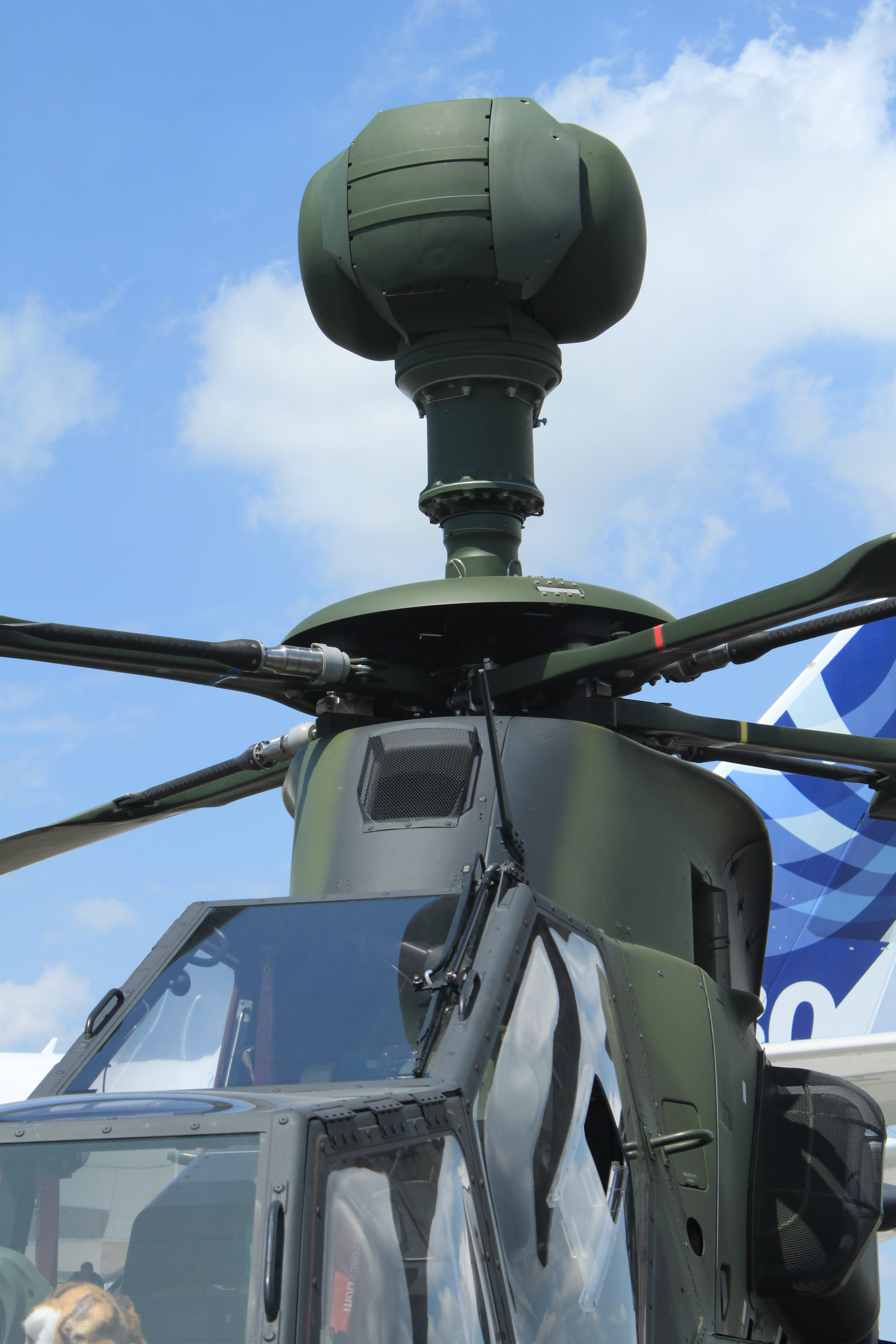
Оптоэлектронный прицельный комплекс над втулкой несущего винта противотанковой модификации вертолёта Tiger HAP (Франция).

Еврокоптер Тайгер/Тигр (англ. Eurocopter Tiger) — современный ударный вертолёт, разработанный франко-германским консорциумом Eurocopter.

## История создания
На основе результатов компьютерного моделирования боевой эксплуатации вертолётов и анализа их применения в локальных военных конфликтах, к середине 1980-х годов среди авиационных специалистов США и НАТО распространилось представление, согласно которому выживаемость вертолёта в перспективе будет в большей мере определяться не живучестью конструкции, а уровнем заметности вертолёта в основных физических полях, комплексом используемых средств РЭБ, и совершенством применяемых тактических приёмов. Здесь под выживаемостью машины понимается уровень потерь — отношение числа сбитых вертолётов к общему числу произведённых вылетов.
Вместе с тем, рассмотрение использованных принципов проектирования, конструктивно-компоновочных решений и особенностей американского Команч, Eurocopter Tiger и др. — не даёт оснований говорить об отмене требований обеспечения боевой живучести, скорее речь идет об изменении ранжирования приоритетов и требований.
Проектирование вертолёта Tiger осуществлялось на основе следующих основных принципов:
- Снижение заметности («Do not be seen by the enemy»). Узкий фюзеляж (ширина кабины 1 м) выполнен из полимерных композиционных материалов (ПКМ), прозрачных для высокочастотного излучения РЛС.
- Возможность использования тактических приёмов уклонения при обнаружении радиолокационными, ИК — и акустическими средствами противника («If seen, do not be hit»). С этой целью вертолёт оснащается различными датчиками и устройствами обнаружения излучений средств ПВО противника. Должны быть реализованы высокие характеристики манёвренности, необходимые для обеспечения энергичного манёвра уклонения, способность конструкции выдерживать перегрузки от +3,5 до −0,5.
- Способность продолжать полёт при огневом противодействии противника («If hit, survive and stay in the air»).

## Конструкция

### Фюзеляж

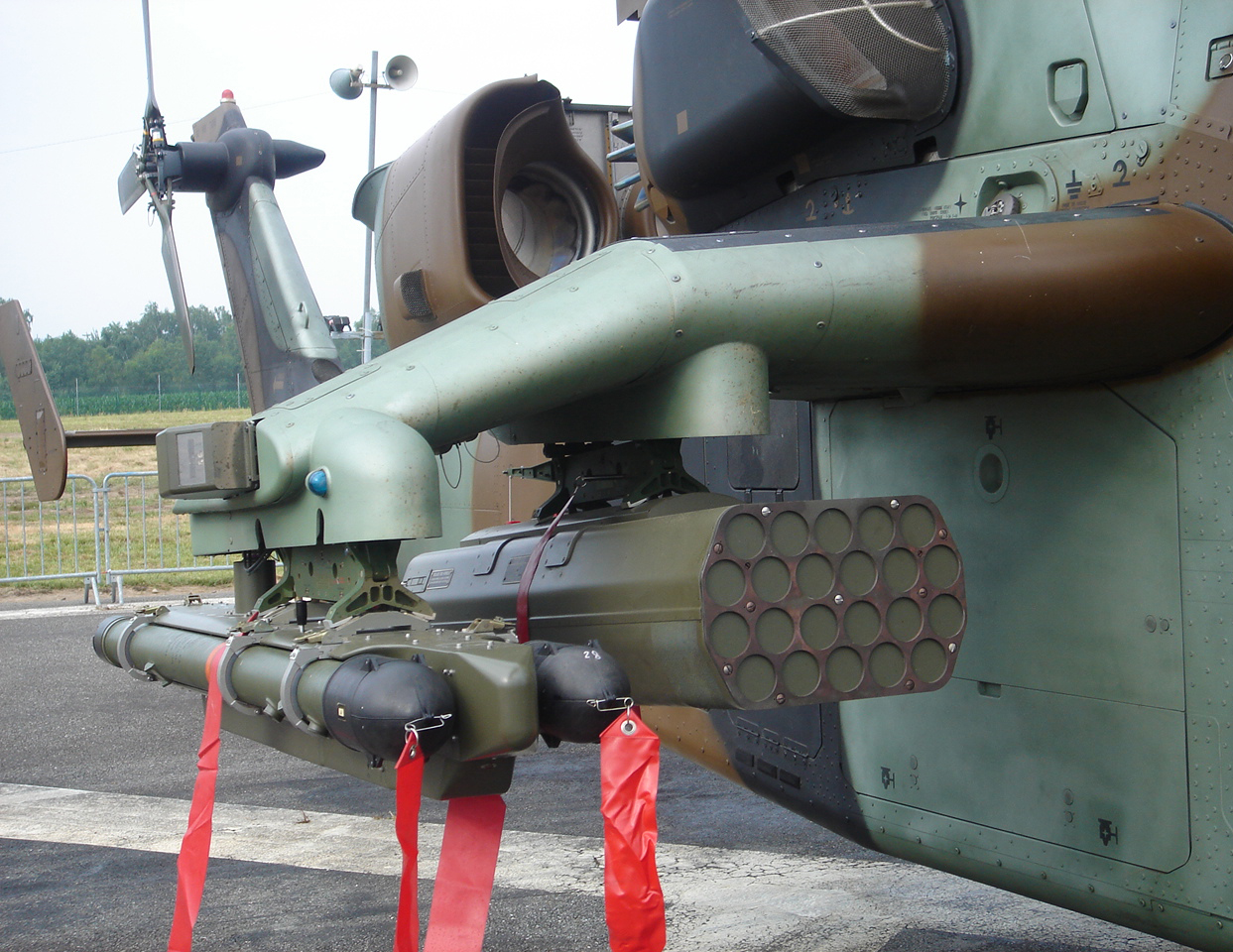
В верхней части снимка — устройство уменьшения теплового контраста выхлопных газов двигателей вертолёта Eurocopter Tiger HAP Франции. Отходящие газы смешиваются с атмосферным воздухом и отклоняются вверх.

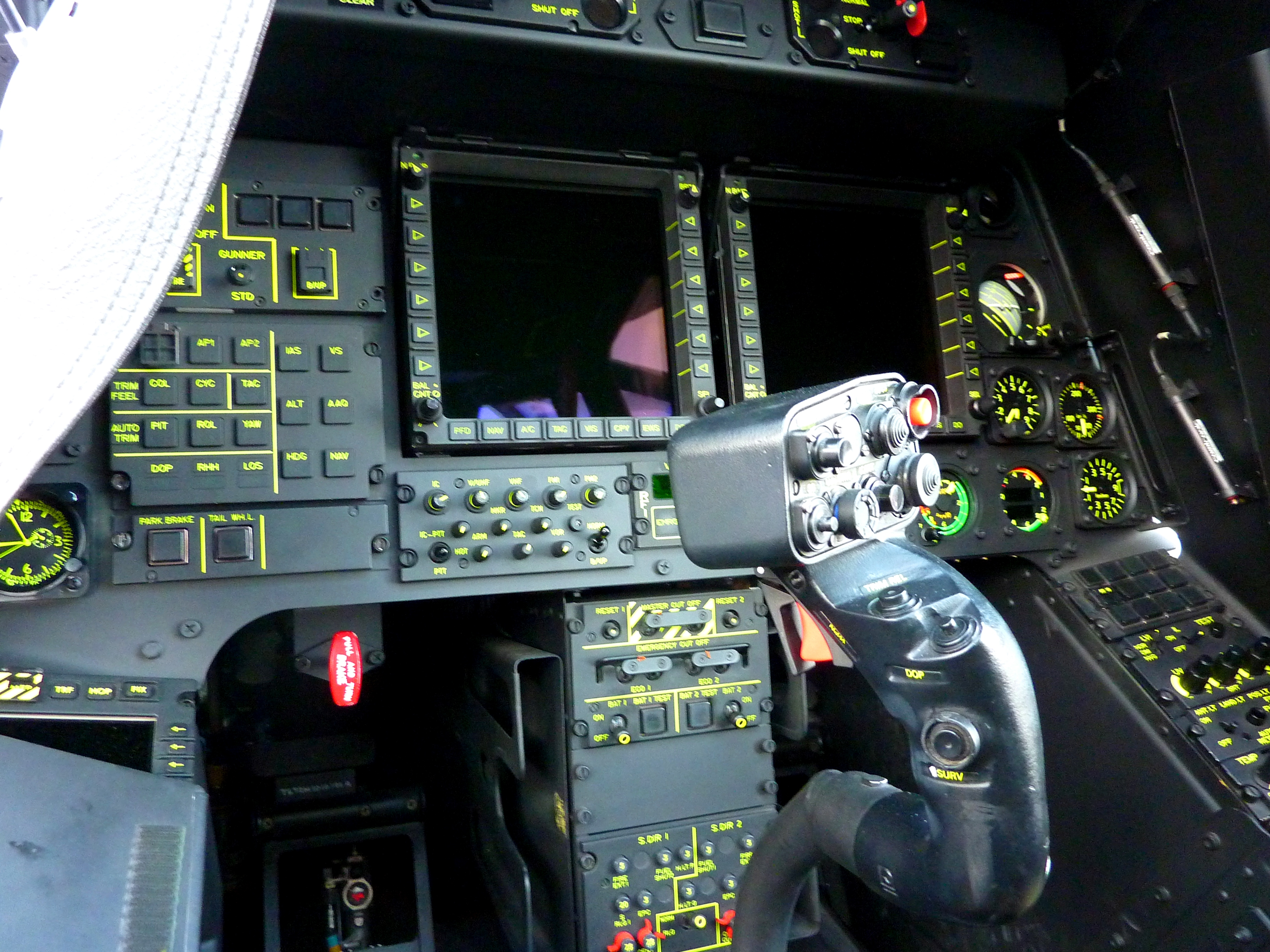
Приборная панель пилота вертолёта с двумя многофункциональными дисплеями.

Конструкция фюзеляжа на 80 % состоит из полимерных композиционных материалов (ПКМ) на основе углеродного волокна и кевлара, 11 % приходится на алюминиевые, и 6 % на титановые сплавы. Лопасти несущего и рулевого винтов выполнены из ПКМ и сохраняют работоспособность при боевых повреждениях и соударениях с птицами. Молниезащита и стойкость к действию электромагнитного импульса (ЭМИ) обеспечиваются тонкой бронзовой сеткой и медной соединительной фольгой, нанесёнными на поверхности фюзеляжа.
Расположение членов экипажа — стандартное для ударных вертолётов — тандемом, особенностью вертолёта «Тигр» является переднее расположение места пилота, рабочее место оператора — сзади. При этом кресла пилота и оператора смещены в противоположные стороны относительно продольной оси машины для обеспечения лучшего переднего обзора оператора с заднего кресла.

### Живучесть и защищённость
Комплекс мер обеспечения боевой живучести, включающий защиту кабины экипажа при помощи комбинированной брони AMAP-AIR, наличие бронеперегородки между двигателями, трубчатый приводной вал рулевого винта диаметром 130 мм из ПКМ. Боковые сдвижные бронещитки оператора и пилота, протектированные взрывобезопасные и пожаробезопасные топливные баки.
Живучесть конструкции и бортовых систем вертолёта обеспечивает возможность продолжения полёта при поражении одиночным 23-мм ОФЗ снарядом.
В состав оборудования входит бортовой обнаружительный комплекс AN/AAR-60 MILDS, предупреждающий экипаж об облучении вертолёта РЛС противника, лазерными системами наведения и прицеливания, и о пуске атакующих ракет. Комплекс разработан германским отделением консорциума EADS. Все системы замыкаются на бортовую ЭВМ, команды которой подаются на автомат сброса противорадиолокационных отражателей и ИК-помеховых устройств фирмы MBDA.
На вертолёте установлены средства РЭБ EloKa.
Минимизированы характеристики заметности вертолёта в оптическом, радиолокационном, ИК и акустическом диапазонах.

## Варианты
- Tiger UHT (Unterstutzungshubschrauber Tiger) — вертолёт огневой поддержки для Бундесвера.
- Tiger HAP (Helicoptere d’Appuit et de Protection) — ударный вертолёт огневой поддержки для армии Франции.
- Tiger HAC (Helicoptere Anti-Char) — многоцелевой ударный вертолёт с основной противотанковой задачей для армии Франции.
- Tiger HAD (Helicoptere d’Appui Destruction) — многоцелевой вертолёт огневой поддержки, заказанный Испанией. Идентичен Tiger HAP, но с улучшенными двигателями и лучшей баллистической защитой. Испанский вариант вооружён вместо ПТУР Хеллфайр 2 ракетами Спайк.
- Tiger ARH (Armed Reconnaissance Helicopter) — многоцелевой разведывательно-ударный вертолёт для Армии Австралии (стал первой европейской платформой, вооружённой УР AGM-114 Hellfire). В австралийских войсках заменили устаревшие разведывательные вертолёты OH-58A Кайова и транспортно-ударные UH-1H Ирокез.

## Производство

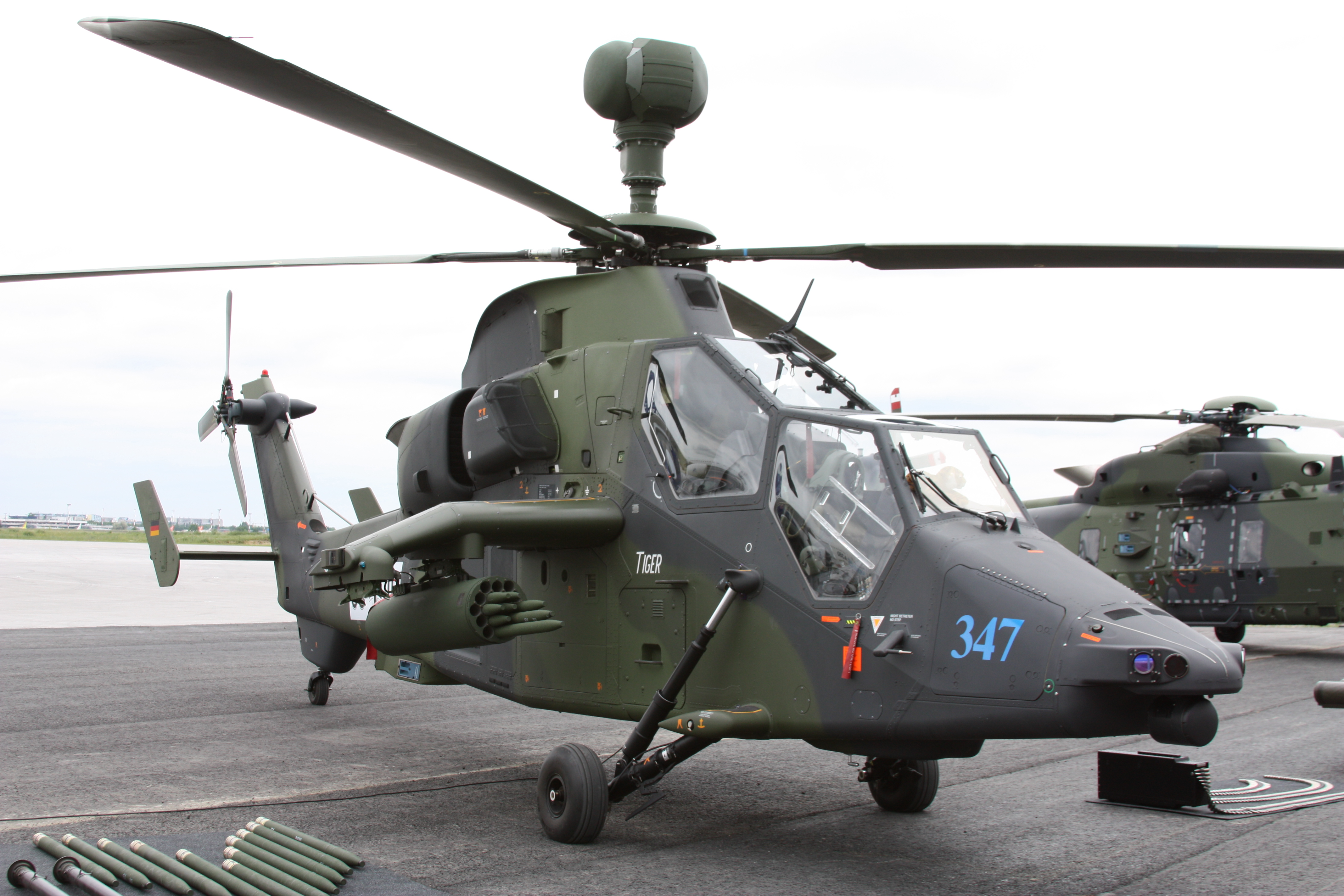
UHT (UH Tiger) немецкой армии. 2010 год

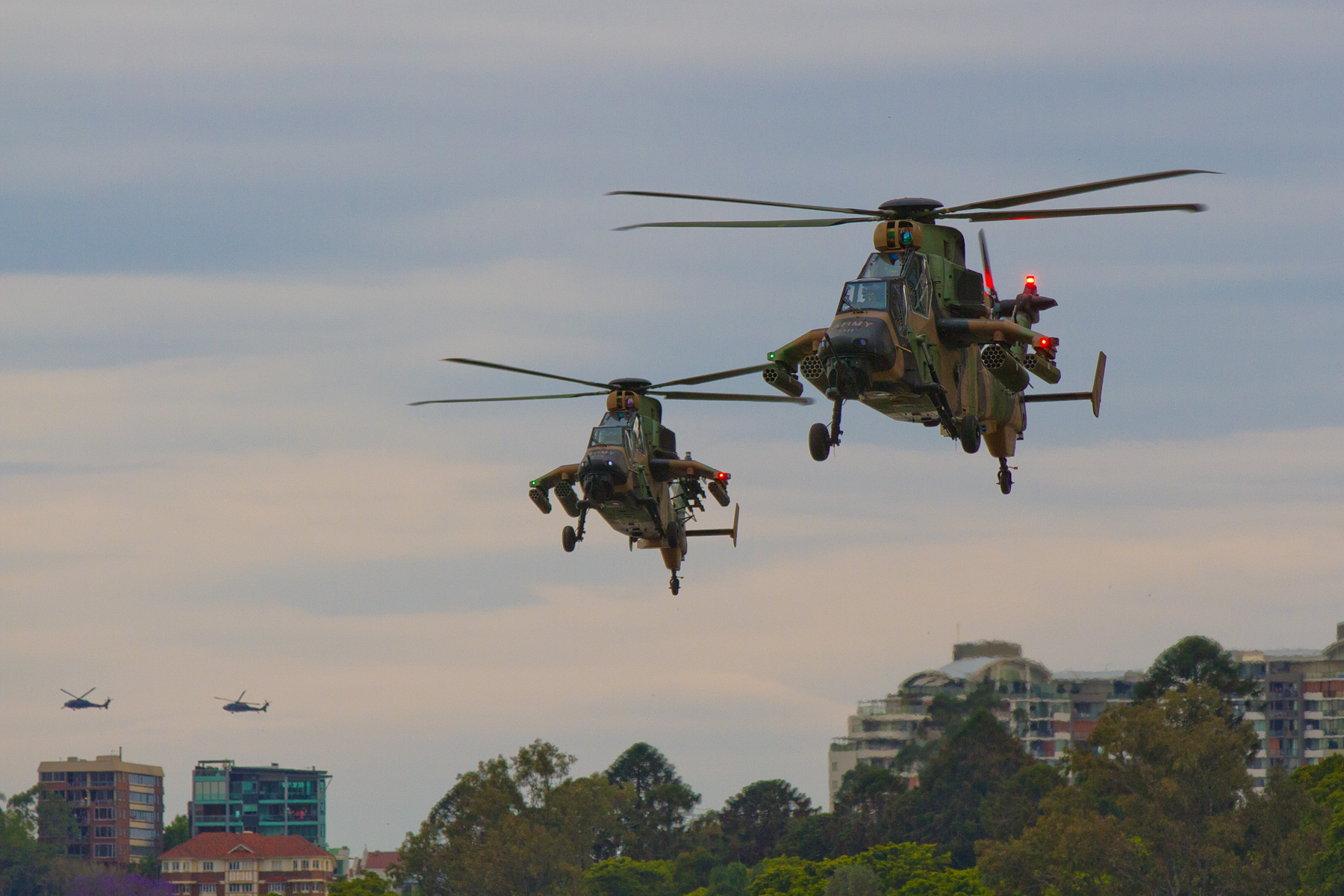
Вертолёты Eurocopter Tiger в армии Австралии

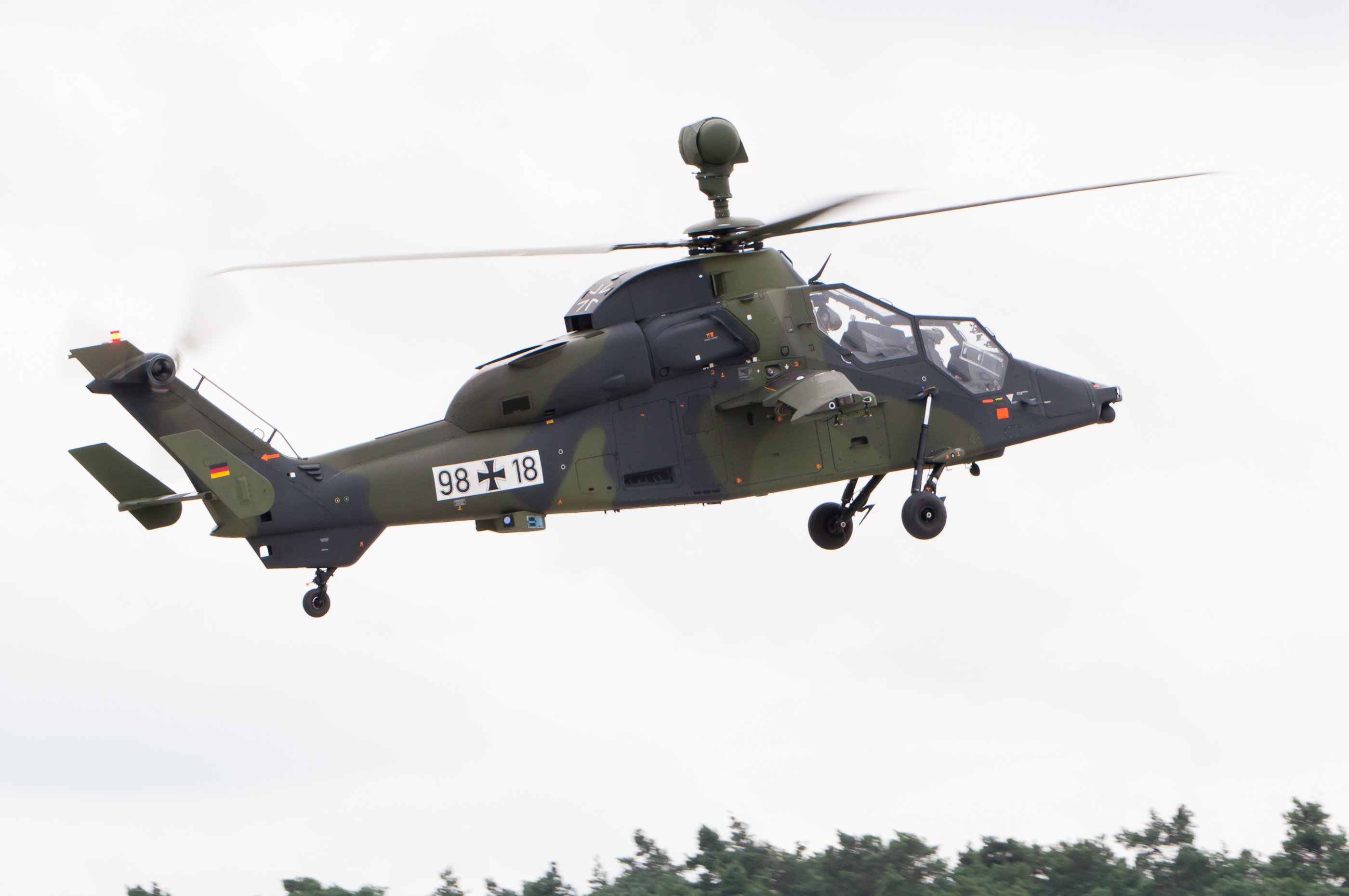
Tiger UHT немецкой армии

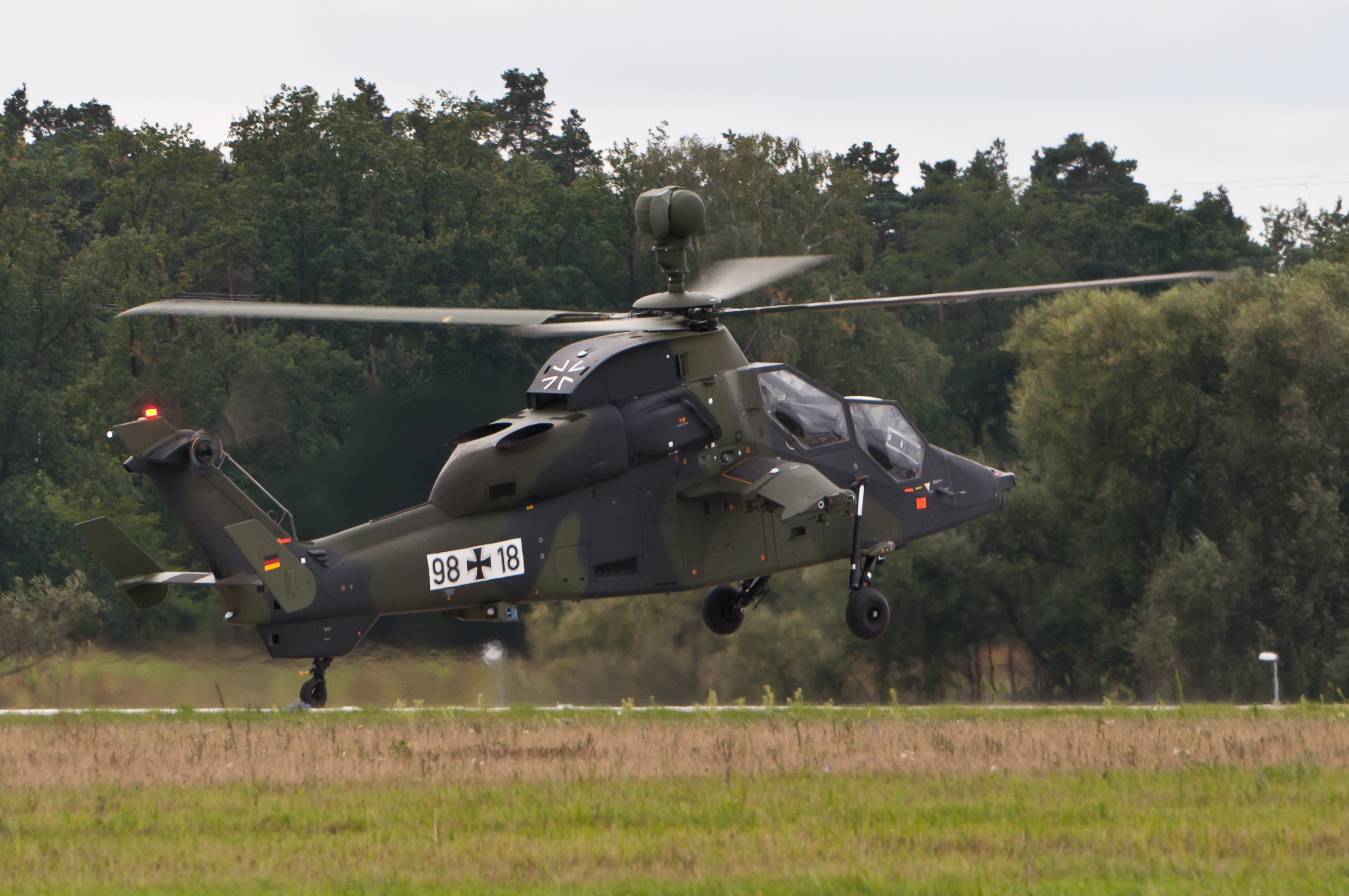
Tiger UHT немецкой армии

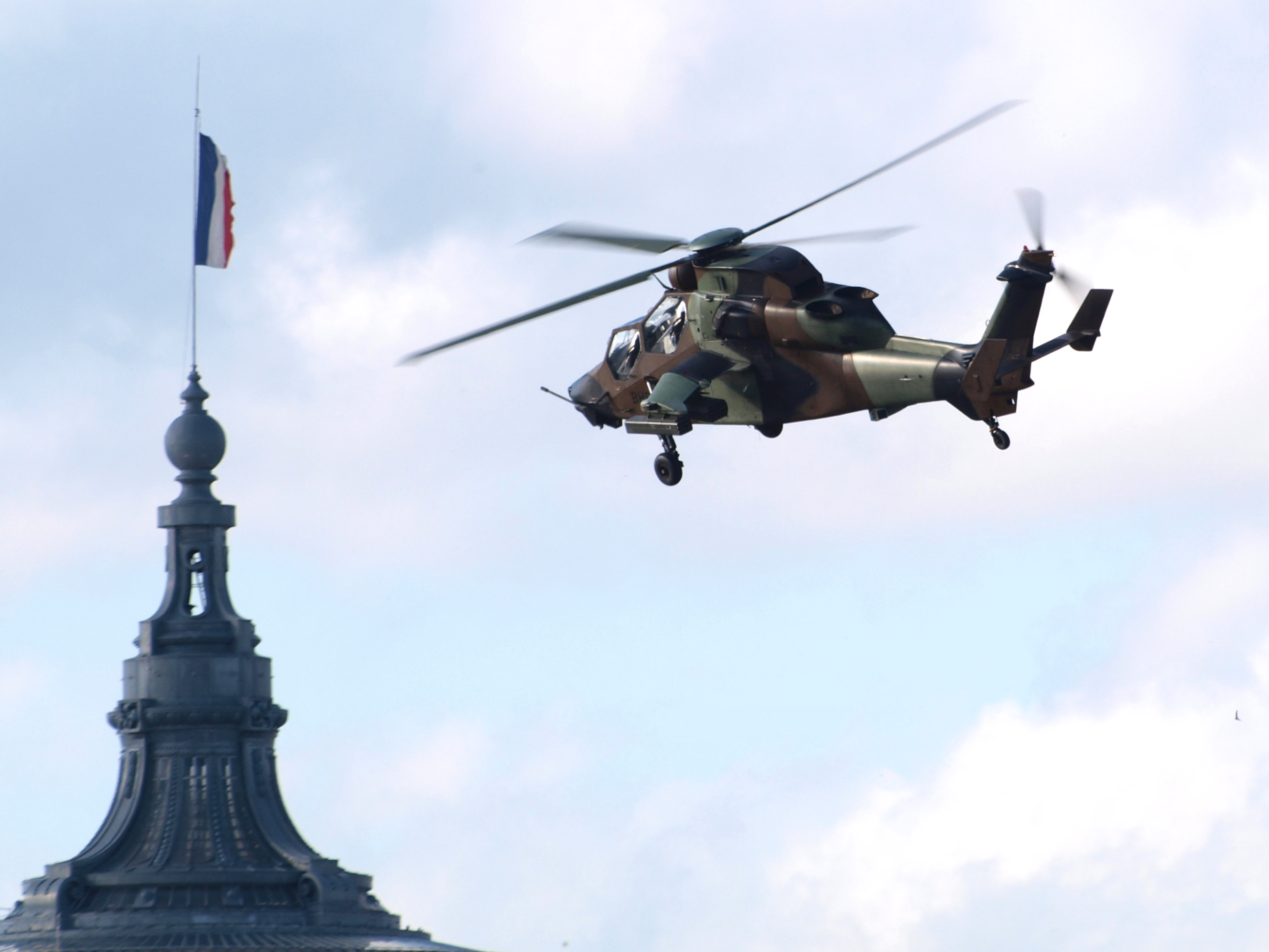
Французский Tigre HAP

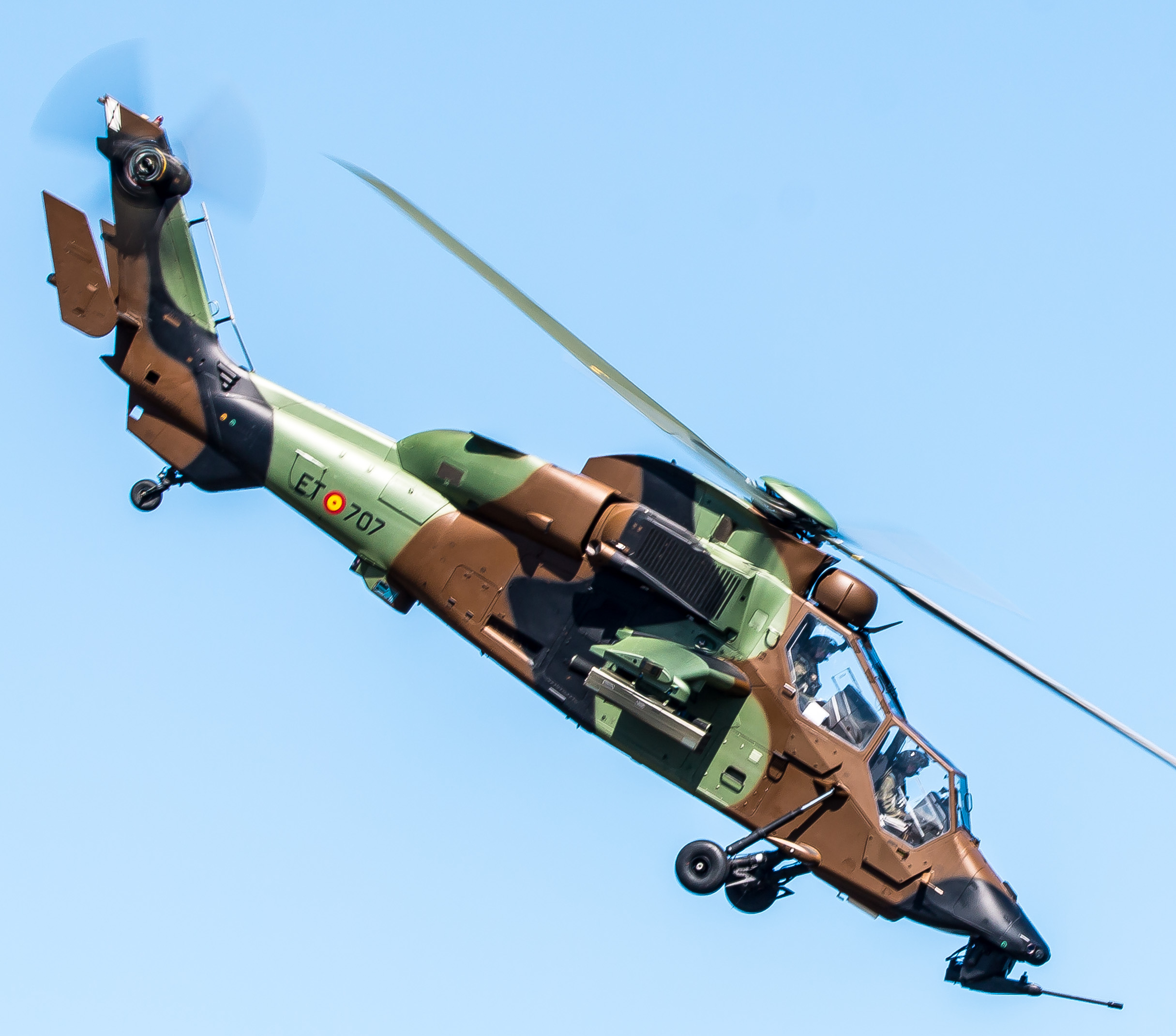
Eurocopter Tigre испанских ВВС

Производство и окончательная сборка вертолёта осуществляется на заводах Eurocopter в Донаувюрте (Германия) и Мириньяне (Франция).
Завод в Мириньяне позднее был перепрофилирован на выпуск вертолёта огневой поддержки HAP, большинство из них доработано в вариант HAD для армии Франции. Германское предприятие первоначально предназначалось для выпуска противотанковых вариантов HAC и UHT. HAC предназначен для Франции, UHT — для Германии.
Первый вертолёт Tiger заказчик получил в 2002 году.
Вертолёты для Австралии: 4 машины были собраны Eurocopter, а остальные 18 — австралийским предприятием в Брисбене.
Первые два вертолёта были поставлены 15 декабря 2004 года. Поставки завершились в декабре 2011 года.

## На вооружении
- Австралия — 22 Tiger, по состоянию на 2021 год[6]
- Испания — 24, из которых: 6 Tiger HAP-E и 18 Tiger HAD-E, по состоянию на 2021 год[7]
- Германия — 51 Tiger по состоянию на 2024 год[8]
- Франция — 17 Tiger HAP (планируется модернизация до HAD) и 50 Tiger HAD по состоянию на 2024 год[9].

## Эксплуатация
26 июля 2017 года вертолёт принадлежащий бундесверу потерпел крушение на севере Мали.
В конце октября 2018 г. парламентский статс-секретарь минобороны ФРГ Петер Таубер сообщил, что из семи поставленных в войска вертолетов к эксплуатации пригодны только два.
Министерство обороны Австралии приняло решение закупить 29 вертолётов AH-64E для замены «Тайгер ARH», поставка планируется с 2025 года. Замена планируется из-за низкой надёжности, высокой стоимостью эксплуатации и недостаточными боевыми возможностями европейских вертолётов.

## Тактико-технические характеристики
Приведённые характеристики соответствуют модификации HAP.
Источник данных: Jane's, 2004.

Технические характеристики
- Экипаж: 2 (пилот и оператор вооружения)
- Длина: 15,8 м
- Длина фюзеляжа: 15,0 м (с пушкой)
- Диаметр несущего винта: 13,0 м
- Диаметр рулевого винта: 2,7 м
- Максимальная ширина фюзеляжа: 4,53 м (с пилонами)
- Высота: 4,32 м (с хвостовым винтом)
- Площадь, ометаемая несущим винтом: 132,7 м²
- База шасси: 7,65 м
- Колея шасси: 2,38 м
- Масса пустого: 3060 кг
- Нормальная взлётная масса: 5100 — 6000 кг (в зависимости от миссии)
- Максимальная взлётная масса: 6000 кг
- Масса топлива во внутренних баках: 1080 кг (+ 555 кг в ПТБ)
- Объём топливных баков: 1360 л (+ 2 × 350 л ПТБ)
- Силовая установка: 2 × турбовальных MTU/Turbomeca/Rolls-Royce MTR390
- Мощность двигателей: 2 × 1303 л. с. (2 × 958 кВт (взлётная))

Лётные характеристики
- Максимально допустимая скорость: 322 км/ч
- Максимальная скорость: 278 км/ч
- Крейсерская скорость: 230 км/ч
- Практическая дальность: 800 км
- Перегоночная дальность: 1280 км (с ПТБ)
- Продолжительность полёта: 2 ч 50 мин
  - с  максимальным запасом топлива: 3 ч 25 мин
- Практический потолок: 4000 м
- Скороподъёмность: 10,7 м/с
- Нагрузка на диск: 45,2 кг/м² (при максимальной взлётной массе)

Вооружение
- Стрелково-пушечное: 1 × 30-мм пушка Giat AM-30781 с боезапасом в 450 выстрелов 30×113 мм
- Точки подвески: 4
- Управляемые ракеты:  
  - ракеты «воздух-земля»:  4 × HOT или 4 x PARS 3 LR или 4 × AGM-114 или 4 × Spike-ER  на внутренних узлах
  - ракеты «воздух-воздух»: по 2 × Mistral или Stinger на внешних узлах
- Неуправляемые ракеты: блоки по 22 на внутренних и по 12 ракет на внешних узлах

## В массовой культуре
Присутствует в фильме «Золотой глаз» (1995), многопользовательской игре «War thunder» (2015) и в авиасимуляторе 1999 года «Gunship!».
В игре ArmA 2 существуют неофициальные дополнения, добавляющие в редактор игры австралийский, испанский, французский и немецкий Tiger, а также в официальном дополнении для Battlefield 2: «Euro force».